# Call of Juarez
Call of Juarez (рус. Зов Хуареса) — серия шутеров от первого лица от польской компании разработчиков Techland. По условиям соглашения Techland выкупила права на серию у Ubisoft Entertainment в 2018.

## Игры серии
| Название игры                  | Платформы                                    |
| ------------------------------ | -------------------------------------------- |
| Call of Juarez                 | PC, Xbox 360                                 |
| Call of Juarez: Bound in Blood | PC, Xbox 360, PlayStation 3                  |
| Call of Juarez: The Cartel     | PC, Xbox 360, PlayStation 3                  |
| Call of Juarez: Gunslinger     | PC, Xbox 360, PlayStation 3, Nintendo Switch |

## Описание серии

### Call of Juarez: Сокровища Ацтеков
Call of Juarez: Сокровища Ацтеков (2006; ориг. Call of Juarez, ранее The Lawman) — это шутер от первого лица в стиле вестерна. Впервые выпущен на PC в 2006 году, затем был портирован на Xbox 360 в 2007 году. PC-версия была одной из первых игр, использовавших DirectX 10.

### Call of Juarez: Узы Крови
Call of Juarez: Узы Крови (2009; ориг. Call of Juarez: Bound in Blood) — это шутер от первого лица в стиле вестерна, её сюжет происходит в 1864—1866 годах. Является приквелом «Call of Juarez: Сокровища Ацтеков». Игра выпущена 30 июня 2009 года на PC, Xbox 360, PlayStation 3.

### Call of Juarez: Картель
Call of Juarez: Картель (2011; ориг. Call of Juarez: Cartel) — это шутер от первого лица в стиле вестерна, её сюжет происходит в нынешнем времени в Лос-Анджелесе и Мексике. В игре есть возможность играть за одного из федеральных агентов, что адаптирует жанр к неовестерну. Игра вышла 9 июля 2011 года для Xbox 360 и PlayStation 3, а 13 сентября 2011 года на PC. Игра получила плохие отзывы и считается худшей игрой серии.

### Call of Juarez: Стрелок
Call of Juarez: Стрелок (2013; ориг. Call of Juarez: Gunslinger) — повествование в игре ведётся от лица персонажа — бывалого охотника за головами Сайласа Гривза, который рассказывает о своих приключениях зевакам одного из типичных на то время салунов. Само действие представляется в виде флешбеков, описывающих происходящее в той или иной истории..